# Первомайка (Мартуцький район)
Первома́йка (каз. Первомайка) — село у складі Мартуцького району Актюбінської області Казахстану. Входить до складу Аккудицького сільського округу.
Населення — 88 осіб (2021; 136 у 2009, 178 у 1999, 240 у 1989).